# 曹耀湘
曹耀湘（？—？），字镜初，湖南长沙人，清朝末年学者、诗人，在先秦诸子、诗歌、楚辞、经学等方面皆有建树。

## 生平
咸豐七年（1857年），曹镜初曾由歐陽兆熊推荐给曾国藩治病。曹镜初以黃老之道讽曾国藩，曾国藩自此改变了行事作风，复出后以柔道行事。
曹耀湘曾为佛学研究者和爱好者，与杨仁山曾有来往。同治五年（1866年），杨仁山移居南京，结识了一批佛学同好，其中便包括王梅叔、魏刚纪、曹镜初等。杨仁山发愿恢复刻经事业。曹镜初在长沙创立长沙刻经处，对其加以赞助。长沙刻经处以杨仁山的金陵刻经处为中心，据统一版式和校点体例分工合作，成为近代佛教典籍刊刻的重要贡献者。

## 重要著作
- 《曾文正公年谱》，稿本（藏湖南图书馆）
- 《墨子笺》十五卷，《墨子尚书古义》一卷，湖南官书报局铅印本，清光绪三十二年（1906年）。
- 《阴符经注》三卷，《悬谈》一卷，清光绪二十二年（1896年）刻本。
- 《读骚论世》二卷，湖南官书报局铅印本，1915年。
- 《公羊笺注》
- 《道德经注》一卷，稿本（藏中国国家图书馆）
- 《离骚注》
- 《陶诗注》八卷，清光绪五年（1879年）刻本。
- 《冰渊诗集》
- 《冰渊杂记》一卷，稿本（藏中国国家图书馆）。
- 《春秋说》，清光绪抄本（藏中国国家图书馆）。
- 《墨子注》十四卷，稿本（藏中国国家图书馆）。
- 《学庸注释》一卷，稿本（藏中国国家图书馆）。